# Prasophyllum elatum
Prasophyllum elatum là một loài thực vật có hoa trong họ Lan. Loài này được R.Br. miêu tả khoa học đầu tiên năm 1810.

## Hình ảnh

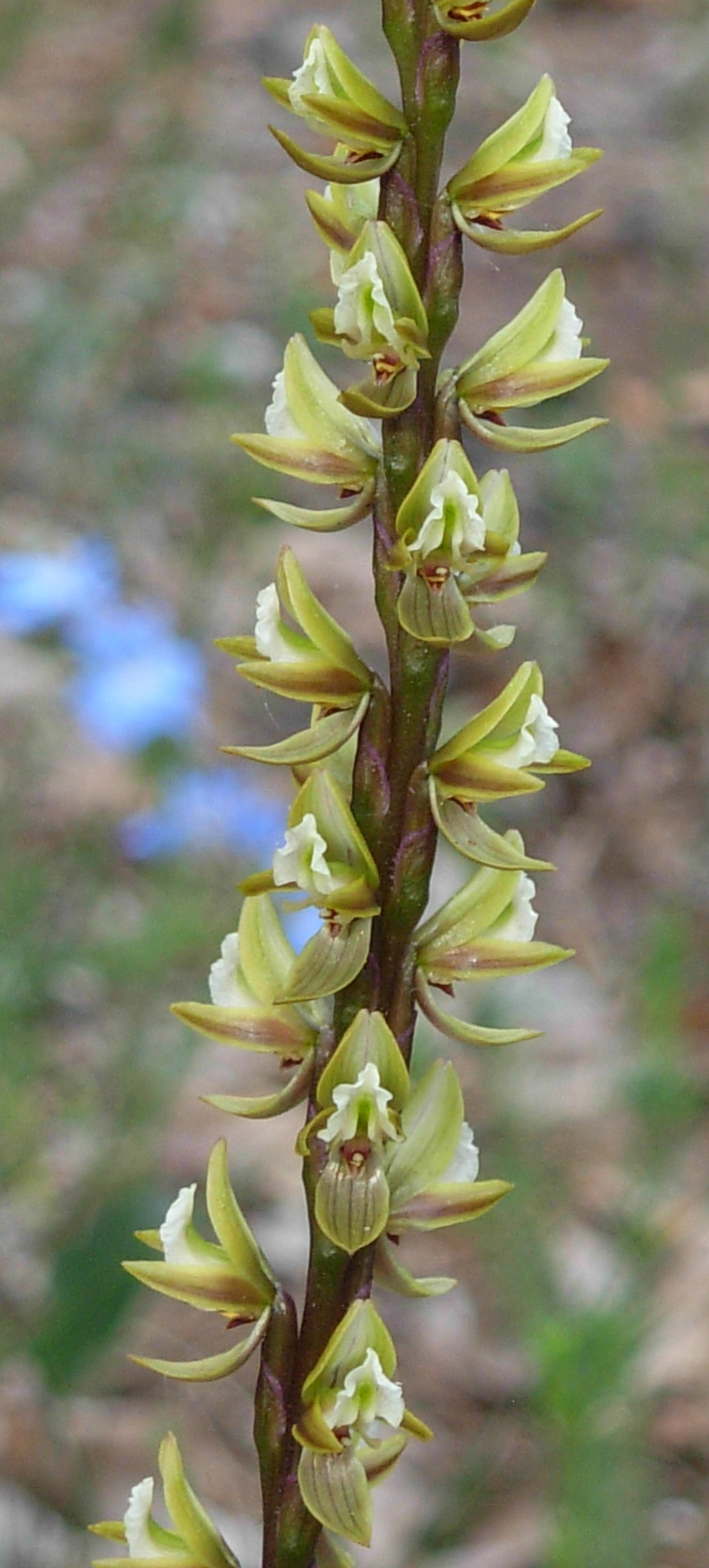